# 塞拉耶佛舊東正教教堂

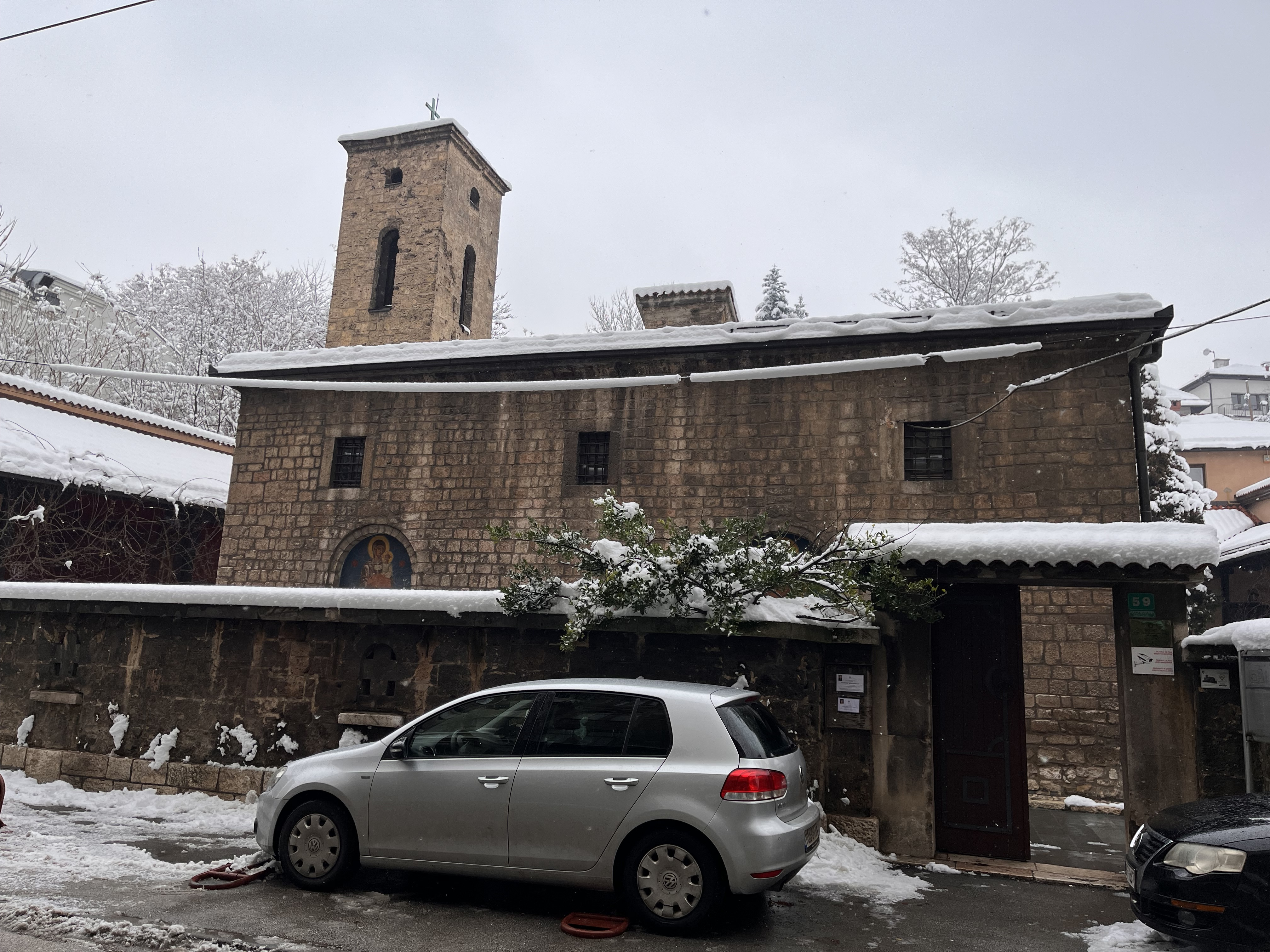
(2023)

塞拉耶佛舊東正教教堂是位於波斯尼亞和赫塞哥維那首都塞拉耶佛的一座塞爾維亞正教會教堂。教堂第一次被提到是在1539年。

## 外部連結
- Official site
- Dabro-Bosnian Metropolitanate （页面存档备份，存于）
- Serbian Orthodox Church （页面存档备份，存于）

43°51′37″N 18°25′47″E / 43.8602°N 18.4296°E